# 62. sydlige breddekreds
Den 62. sydlige breddekreds (eller 62 grader sydlig bredde) er en breddekreds, der ligger 62 grader syd for ækvator. Den løber gennem Sydlige Ishav og Antarktis.